# Steve Bloomer
Stephen „Steve“ Bloomer (* 20. Januar 1874 in Cradley; † 16. April 1938 in Derby) war ein englischer Fußballspieler und -trainer. Seine aktive Laufbahn bei Derby County, dem FC Middlesbrough und der englischen Nationalmannschaft dauerte von 1892 bis 1914. Er wird dabei als einer der weltweit besten Spieler vor Ausbruch des Ersten Weltkrieges angesehen.
Bei seinem Verein Derby County besitzt er bis heute einen Legendenstatus, der unter anderem dadurch zum Ausdruck kommt, dass vor jeder Heimpartie die Hymne „Steve Bloomer's Watching“ angestimmt wird. Obwohl er zu einer Zeit gespielt hatte, in der das Toreschießen – vor allem aufgrund der alten Abseitsregel – noch deutlich schwerer war, ist er bis heute mit 317 Toren in 536 Erstligaspielen hinter Jimmy Greaves auf dem zweiten Platz der ewigen Torjägerlisten in der ersten höchsten englischen Spielklasse zu finden. In den Jahren 1896, 1897, 1899, 1901 und 1904 wurde er in Diensten von Derby County fünf Mal englischer Torschützenkönig und war 1896 mit Johnny Campbell von Aston Villa sogar der beste Ligatorschütze – bezogen auf alle europäische Ligen – überhaupt. Mit 28 Länderspieltreffern war er außerdem bis 1911 Rekordtorschütze der Nationalmannschaft.
Neben dem Fußballsport spielte er außerdem noch erfolgreich Baseball für den Derby County Baseball Club und gewann mit dieser Mannschaft in den 1890er Jahren drei britische Meisterschaften. Des Weiteren spielte er auf Amateurebene Cricket. Nach seinem Rücktritt trainierte er in Deutschland den Verein Britannia 92 Berlin und war während des Ersten Weltkrieges Gefangener im Internierungslager Ruhleben. Nach Kriegsende übernahm er weitere Traineraufgaben in den Niederlanden und betreute vor allem ab 1923 den spanischen Klub Real Unión de Irún. Dort gewann er 1924 die Copa del Rey – den spanischen Pokal – und besiegte im Halbfinale und Endspiel des laufenden Wettbewerbs nacheinander den FC Barcelona und Real Madrid. Nach seiner Rückkehr nach England agierte er noch einige Zeit als Spielertrainer in der Reservemannschaft von Derby County, arbeitete zudem als Kolumnist für eine lokale Zeitung und war Platzwart im Stadion Baseball Ground.

## Die Bloomer-Familie
Steve Bloomer wurde in Cradley in der Grafschaft Worcestershire geboren und zog in jungen Jahren mit seinen Eltern Caleb und Merab nach Derby. Sein Bruder Philip spielte ebenfalls kurzzeitig für Derby County, kam jedoch nur zu einer Partie in der ersten Mannschaft und verstarb früh im Mai 1896 aufgrund einer Peritonitis – einer Bauchfellentzündung. Im gleichen Jahr heiratete Steve Bloomer Sarah Walker. Sie hatten vier Töchter, von denen zwei bereits in sehr jungen Jahren – vor dem 18. Geburtstag – starben (wobei der Tod einer der beiden Töchter zu dem Zeitpunkt eintrat, als Bloomer in Ruhleben interniert war). Eine weitere Tochter vermählte sich später mit dem Fußballspieler Alf Quantrill, der sowohl für Derby County als auch für die englische Nationalmannschaft als linker Flügelspieler agierte. Die letzten Jahre seines Lebens verlebte Bloomer – nach dem Tod seiner Frau im Jahre 1935 – gemeinsam mit seiner Tochter Doris Richards, deren Sohn Steve Richards später Kolumnist im Bereich Politik für die Zeitung The Independent in London wurde. Bloomers Neffe Ted Measures war ebenfalls Fußballspieler und wurde 1932 vom FC Arsenal verpflichtet.

## Laufbahn als Fußballspieler

### Die Anfangsjahre
Schon in den frühen Teenager-Jahren entwickelte Bloomer ein großes sportliches Talent und spielte Fußball für die St. James' School in der Derbyshire Minor Football League. Fußball hatte zwar in Derby nicht zum offiziellen Lehrplan gehört, wurde aber an der dortigen Grundschule von fußballbegeisterten jungen Lehrern gefördert. Zwischen 1888 und 1891 agierte er für die Derby Swifts und kam anschließend im April 1892 zu einem kontroversen Einsatz für Tutbury Hawthorn im Endspiel des Pokalwettbewerbs in Derby. Da Bloomer – sowie ein weiterer Spieler – im Monat zuvor bereits einen Profivertrag bei Derby County unterzeichnet hatte, legten die gegnerischen Gresely Rovers Protest gegen die Wertung des mit 2:7 Toren verlorenen Spiels ein, weil ein derartiger Einsatz von Spielern fremder Vereine nicht den Regeln entsprach. Die Partie wurde wiederholt und im Anschluss teilten sich beide Vereine den Titel.
In jungen Jahren arbeitete Bloomer zudem in der Gießerei Ley's Malleable Castings, dessen Inhaber Sir Francis Ley sich nach einem Besuch in den Vereinigten Staaten dazu entschloss, die Arbeitskraft seiner Angestellten dadurch zu steigern, dass er sich um die körperliche und gesundheitliche Ertüchtigung kümmerte. Ley hatte in den Staaten gesehen, wie Unternehmen und Fabriken ihren Arbeitern Baseballfelder überließen und wollte dieses Konzept auch nach seiner Rückkehr in Derby realisieren. Er forcierte den Bau des Baseball Grounds, einem fast 50.000 Quadratmeter großen Park, der fortan den Mitarbeitern für Cricket und Baseball zur Verfügung stand.

### Derby County

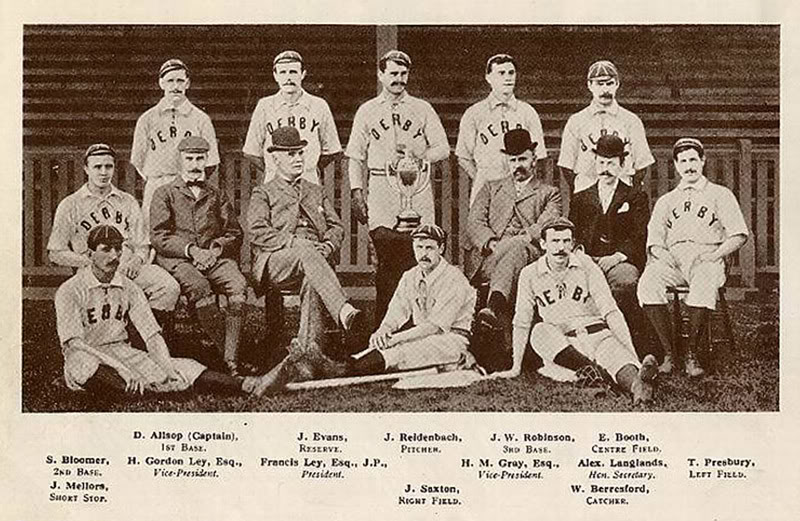
Bloomer links auf der Bank sitzend auf einem Mannschaftsfoto der Baseball-Mannschaft von Derby County aus dem Jahr 1890

Wer genau das Talent von Bloomer entdeckt hat, ist bis heute umstritten. Als sein Mentor und Förderer gilt jedoch der Double-Gewinner John Goodall, der zu diesem Zeitpunkt ebenfalls für Derby County spielte. Nachdem Bloomer einen rasanten Aufstieg in Derby erfuhr, vereinnahmten ihn viele weitere Figuren aus dem Fußballgeschäft und bezeichneten sich als den wahren Entdecker. Unzweifelhaft war es jedoch Goodalls Beharrlichkeit zu verdanken, dass Bloomer erstmals in der Meisterschaft zum Einsatz kam und somit den Durchbruch zu einer in dieser Zeit unvergleichbaren Karriere fand.
Sein erstes Spiel absolvierte Bloomer für Derby County gegen Darley Dale und schoss dort vier Tore. In der Football League kam er am 3. September 1892 zu seinem Debüt auswärts im Victoria Ground gegen Stoke City und führte die noch sehr unerfahrene Mannschaft zu einem 3:1-Sieg. Seinen ersten Meisterschaftstreffer für die „Rams“ erzielte er dann am 24. September des gleichen Jahres im Heimspiel gegen West Bromwich Albion. 
In der Saison 1893/94 gewann Bloomer die erstmals ausgetragene Meisterschaft in der United Counties League. Nach Meinungsverschiedenheiten mit den Cricketverantwortlichen in Derby zog der Verein 1895 in den Baseball Ground von Ley um und Bloomer steuerte in der ersten Partie vor 10.000 Zuschauern in der neuen Heimat gegen den FC Sunderland zwei Tore bei. Eine seiner besten Spielzeiten absolvierte er in der Saison 1896/97, als ihm 31 Tore in 33 Meisterschafts- und FA-Cup-Spielen gelangen. Dabei erzielte er in fünf Spielen jeweils drei Tore und schoss im Zeitraum vom 14. November 1896 bis zum 5. April 1897 in 20 Spielen 21 Treffer. Im Januar 1899 stellte er mit sechs Toren in der Partie gegen The Wednesday einen weiteren persönlichen Rekord auf.
Obwohl er in 14 Spielzeiten der jeweils beste Torschütze seines Vereins war, konnte er während seiner ersten Zeit bei Derby County keinen der beiden großen Titel (englische Meisterschaft oder FA Cup) erringen. Die besten Ergebnisse waren die beiden Einzüge ins Pokalendspiel in den Jahren 1898 und 1899, wobei er im Finale des Jahres 1898 bei der 1:3-Niederlage gegen Nottingham Forest den Ehrentreffer für seine Mannschaft erzielte. Nach seiner Rückkehr aus Middlesbrough – wo er vier Jahre verbrachte – errang er mit Derby County 1911 den Zweitligatitel in der Second Division. Seine letzten Tore für Derby County schoss er in der Meisterschaft am 6. September 1913 gegen Sheffield United sowie in einem Spiel generell am 31. Januar 1914 gegen den FC Burnley – im Alter von nun 40 Jahren und 11 Tagen.

### FC Middlesbrough
Im März 1906 wechselte Bloomer für eine Ablösesumme in Höhe von 750 britischen Pfund zum FC Middlesbrough. Zu seinen Mannschaftskameraden gehörte dort mit Alf Common der erste Spieler, dessen Verpflichtung einen Verein 1.000 Pfund kostete. In den Spielzeiten 1906/07 und 1907/08 war Bloomer erneut bester Vereinstorschütze und schoss am 5. Januar 1907 gegen Woolwich Arsenal vier Treffer.

### Die englische Nationalmannschaft

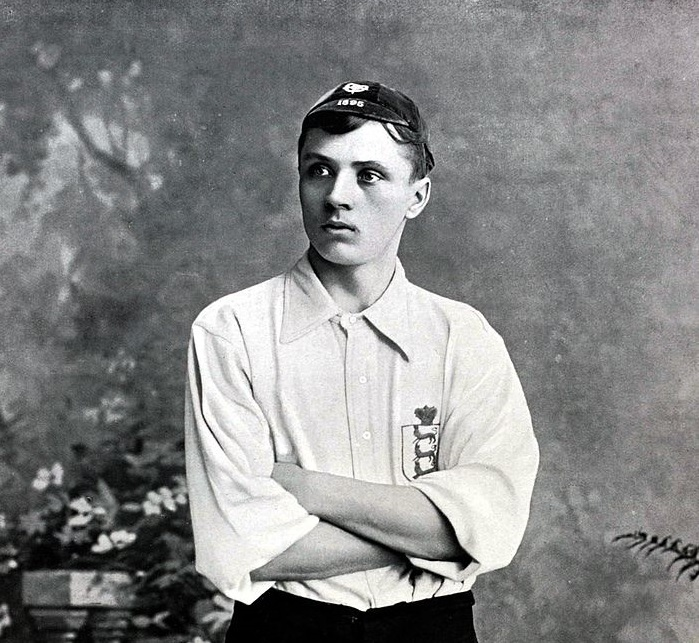
Steve Bloomer im Nationaltrikot, ca. 1896

Zwischen 1895 und 1907 absolvierte Bloomer 23 Länderspiele für die englische Nationalmannschaft. Bereits bei seinem Einstand am 3. März 1895 gelangen ihm dabei beim 9:0-Sieg gegen Irland zwei Treffer. Insgesamt schoss er in seinen erst zehn Partien 19 Tore und schloss seine englische Laufbahn insgesamt mit 28 Treffern ab. Fünf weitere Tore erzielte er am 16. März 1896 gegen Wales und am 18. März 1901 vier weitere Treffer gegen denselben Gegner. Bloomer war der erste Spieler, dem es gelang, in zwei Länderspielen der englischen Nationalmannschaft drei Tore und generell vier Tore in einer Partie zu schießen. Während seiner internationalen Karriere stand er in einer Mannschaft mit Spielern wie John Goodall, Frank Becton, Jack Reynolds, Ernest Needham, Fred Spiksley, Samuel Wolstenholme und Vivian Woodward, die für England acht Titel in der British Home Championship gewinnen konnten.

## Gefangenschaft in Deutschland
Nach dem Ende seiner Fußballerkarriere ging Bloomer nach Deutschland, um dort den Verein Britannia Berlin zu trainieren. Nur drei Wochen nach seiner Ankunft brach der Erste Weltkrieg aus und Bloomer wurde in Ruhleben – einem Internierungslager für Zivilisten in der damaligen Stadt (heute Stadtteil Berlins) Spandau – gefangen genommen. Dieses Schicksal teilte er mit einigen anderen Profifußballspielern, worunter sich neben Fred Spiksley, Samuel Wolstenholme, seinem ehemaligen Mannschaftskameraden des FC Middlesbrough Fred Pentland, dem schottischen Nationalspieler John Cameron und dem ehemaligen Spieler des FC Everton und von Tottenham Hotspur John Brearley auch mit Edwin Dutton ein ehemaliger deutscher Nationalspieler britischer Abstammung befand. 
In dem Lager waren zwischen 4.000 und 5.500 Personen inhaftiert. Dort entwickelte sich eine eigene kleine Gesellschaftsform, in der der Fußballsport zu einer beliebten Aktivität wurde. Es entstand dabei sogar ein eigener kleiner Fußballverband, innerhalb dessen eigene Pokal- und Meisterschaftswettbewerbe ausgespielt wurden (einigen Partien wohnten gar bis zu 1.000 Zuschauer bei). Die einzelnen Teams nannten sich nach populären Mannschaften und Bloomer führte im November 1914 ein „Tottenham Hotspur“ genanntes Team – in dem auch Dutton stand – zu einem Pokalsieg gegen „Oldham Athletic“. Auch Spiksley war in dieser von Wostenholme als Schiedsrichter geleiteten Partie dabei (es konnte jedoch nicht zweifelsfrei geklärt werden, für welche Seite er gespielt hat). Am 2. Mai 1915 spielte Bloomer gemeinsam mit Pentland, Wolstenholme, Brearley in einer englischen Auswahl gegen eine von Cameron angeführte „Weltelf“. Außerdem betätigte er sich dort im Cricket und spielte im Mai 1915 mit Brearley und einer Ruhleben-Auswahl in der sogenannten Rubleban Cricket League. Im Juli 1916 agierte er in einer Lancashire- gegen eine Yorkshire-Auswahl, in der wiederum Wostenholme stand.

## Leben nach der Spielkarriere
Nach dem Ende des Ersten Weltkrieges spielte er zunächst in der Reservemannschaft von Derby County und wurde später deren Trainer. Danach ging er ins Ausland, zunächst in den Norden Spaniens und später nach Kanada, bevor er wieder zu seinem alten Verein nach Derby zurückkehrte, um dort unter dem damaligen Trainer George Jobey gemeinsam mit Harry Storer – der selbst später einen großen Einfluss auf Trainer wie Brian Clough und Peter Taylor ausüben sollte – zu arbeiten.
In den 1930ern verschlechterte sich der Gesundheitszustand des an Bronchitis und Asthma leidenden Bloomer zunehmend. Als er in der zweiten Hälfte des Jahres 1937 schwer erkrankte, spendierte ihm sein alter Verein eine Kreuzfahrt nach Australien und Neuseeland. Dennoch verstarb er drei Wochen nach dem Ende dieser Reise im April 1938 und wurde vier Tage später auf dem Friedhof Nottingham Road Cemetery beigesetzt. Der Trauerfeier wohnten zahlreiche prominente Sportler ebenso bei, wie eine große Menge der Einwohner von Derby, die sich an den Wegesrändern von der Kathedrale hin bis zum Friedhof versammelten.

## Persönlichkeit und Spielweise

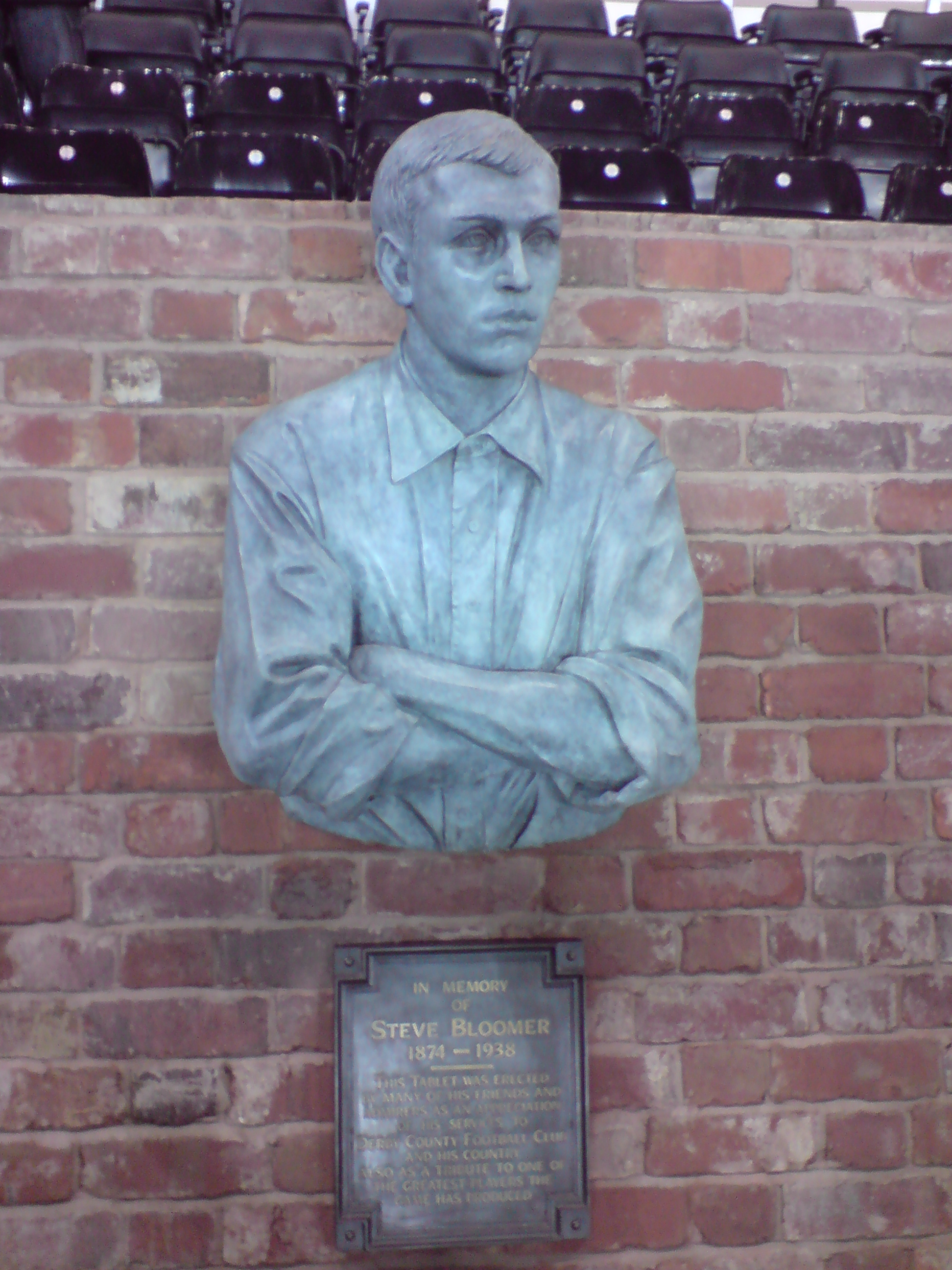
Büste Bloomers im Pride Park Stadium in Derby

Bloomer spielte zumeist auf der rechten Innenseite in der englischen Angriffsreihe. Er war von eher schmächtiger Natur und wirkte aufgrund seines blassen Teints auf seine nähere Umgebung etwas kränklich. Durch regelmäßiges Training änderte sich dies im Verlauf seiner Fußballerkarriere.
Zudem wies sein Charakter einen hohen Hang zum Individualismus und zeitweiliger Egozentrik auf, was er durch seine für sich selbst definierte Spielphilosophie äußerte („Ich versuche, als erster dort zu sein“). Seine zeitweilige Widerspenstigkeit und geringe Bereitschaft zur Unterordnung gestaltete sich zuweilen zu einem Ärgernis für seinen Verein. Sowohl durch seine Nachlässigkeiten im Trainingsbetrieb als auch aufgrund seiner Alkoholprobleme wurde er nicht selten bestraft. Beobachter seines Spiels merkten zu ihm jedoch an, dass er trotz dieser charakterlichen Laster für seine Mannschaft unersetzbare Qualitäten im Offensivspiel besaß. Zum Ende seiner ersten Zeit bei Derby County mehrten sich aber die Differenzen bei dem Verein. Diese lagen vor allem darin begründet, dass er aufgrund seiner egozentrischen Natur Schwierigkeiten im Umgang mit Funktionären und Mitspielern hatte.
Seine Ausnahmestellung in dem Verein und in der englischen Nationalmannschaft trat auch 1896 deutlich zutage, als er bei einem Prestigeduell gegen Schottland nicht berücksichtigt wurde, was zu großen Protesten in der Öffentlichkeit führte. Aufgrund seiner sehr freimütigen Art wurde er 1904 im Anschluss an ein Spiel im Goodison Park von der FA gesperrt, woran auch ein von Bloomer verfasstes – sich auf vier Seiten erstreckendes – Verteidigungsschreiben nichts änderte, in dem er sich gegen die aus seiner Sicht unfaire Behandlung durch den Verband wehrte.
Er verweigerte zudem seine Mitwirkung an der zur Jahrhundertwende erstmals entstandenen Spielergewerkschaft. Seine daraus resultierende Abwesenheit von einem Spiel englischer gegen schottischer Gewerkschaftsspieler am 28. April 1898 war mitverantwortlich für einen sehr geringen Zuschauerzuspruch der Partie.
Bloomers Rekord an Meisterschaftstoren wurde erst 1936 von Dixie Dean übertroffen. Seine Bestmarke mit 28 Länderspieltoren – 1898 hatte er Tinsley Lindley (14 Tore) mit einem Doppelpack gegen Schottland abgelöst – hielt „nur“ bis zum Jahre 1911, als Vivian Woodward, mit dem er sogar noch in der Nationalmannschaft zusammengespielt hatte, ihn in der letzten Partie seiner Karriere gegen Wales mit seinem 28. und seinem 29. Treffer überholte. Während seiner Zeit reichte sein Ruf bis hin zu dem späteren italienischen Nationaltrainer und Anhänger des englischen Fußballs Vittorio Pozzo. Dieser war – einigen Berichten zufolge – im Jahre 1910 in Derby und erbat Gespräche mit Bloomer und Charlie Roberts über fußballspezifische Themen.

## Erfolge
- British Home Championship-Sieger: 1895, 1898, 1899, 1901, 1903*, 1904, 1905, 1906* (* geteilter Titel)
- Spanischer Pokalsieger: 1924 (als Trainer)
- Britischer Baseball-Meister: 1895, 1897, 1898